# Кіммел Тауншип (округ Бедфорд, Пенсільванія)
Кіммел Тауншип (англ. Kimmel Township) — селище (англ. township) в США, в окрузі Бедфорд штату Пенсільванія. Населення — 1525 осіб (2020).

## Демографія
Згідно з переписом 2010 року, у селищі мешкало 1616 осіб у 650 домогосподарствах у складі 490 родин. Було 855 помешкань
Расовий склад населення:
| - 98,5 % — білих - 0,3 % — чорних або афроамериканців - 0,2 % — азіатів |

До двох чи більше рас належало 0,9 %. Частка іспаномовних становила 0,1 % від усіх жителів.
За віковим діапазоном населення розподілялося таким чином: 21,1 % — особи молодші 18 років, 63,1 % — особи у віці 18—64 років, 15,8 % — особи у віці 65 років та старші. Медіана віку мешканця становила 42,4 року. На 100 осіб жіночої статі у селищі припадало 98,8 чоловіків;  на 100 жінок у віці від 18 років та старших — 96,8 чоловіків також старших 18 років.
Середній дохід на одне домашнє господарство  становив 49 378 доларів США (медіана — 43 250), а середній дохід на одну сім'ю — 58 378 доларів (медіана — 52 179). Медіана доходів становила 43 750 доларів для чоловіків та 26 599 доларів для жінок. За межею бідності перебувало 11,6 % осіб, у тому числі 17,2 % дітей у віці до 18 років та 2,6 % осіб у віці 65 років та старших.
Цивільне працевлаштоване населення становило 738 осіб. Основні галузі зайнятості: освіта, охорона здоров'я та соціальна допомога — 19,9 %, виробництво — 19,4 %, роздрібна торгівля — 15,3 %, транспорт — 11,7 %.